# Microtrichalus bakeri
Microtrichalus bakeri – gatunek chrząszcza z rodziny karmazynkowatych i podrodziny Lycinae.
Gatunek ten opisany został w 1929 roku przez Richarda Kleine jako Trichalus bakeri. Do rodzaju Microtrichalus przeniesiony został w 1998 roku Ladislava Bocáka.
Chrząszcz o ciele długości od 6,25 do 8,65 mm. Ubarwienie żółte z brązowym odwłokiem. Odnóża przyciemnione z częściowo jasnożółtymi udami. Oczy duże, ich średnica 1,29 razy większa niż najmniejsza odległość między nimi.
Gatunek orientalny, znany wyłącznie z filipińskiej wyspy Basilan.